# Лімоніт

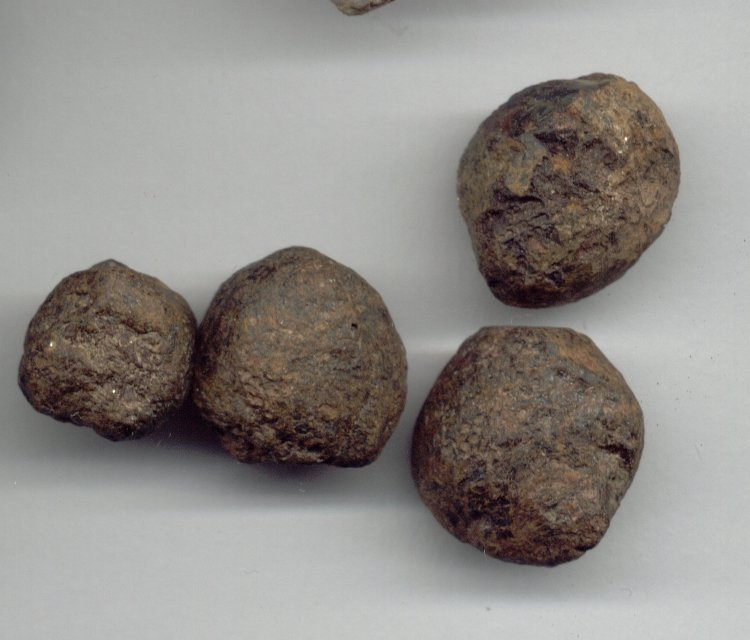
Псевдоморфози лімоніту

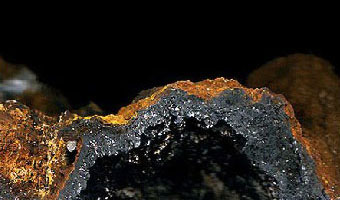
Лімонітова кірка на ґетиті

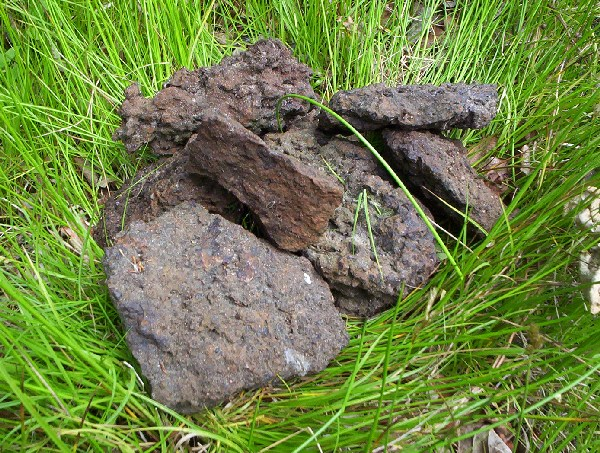

Лімоні́т — збірна назва природних мінеральних агрегатів, сумішей оксидів та гідрооксидів заліза (Fe3+), під якою розуміють гелеподібні прихованокристалічні різновиди ґетиту, гідроґетиту, лепідокрокіту, гідрогематиту тощо.

## Історична довідка
Назва походить від грец. λειμων — «лука» (німецький геолог і мінералог Йоганн Фрідріх Гаусман, 1813), оскільки лімоніт найчастіше знаходять у вологих місцях. Стара українська назва вохристого лімоніту — жовтильниця.

## Опис
Хімічна формула: FeO(OH)·nH2O. Типовими домішками є гідроксиди та оксигідрати алюмінію та марганцю, кремнезем, глинисті мінерали.
Густина	3,6 ± 0,3 г/см³. Твердість за шкалою Мооса	3,75 ± 2. 
Колір цього мінералу жовтуватий, червонувато-бурий, темно-бурий до чорного. Мінерали лімонітового комплексу є природним барвником у багатьох породах і часто закладені у дуже тонко подрібненій формі. У багатьох пісковиках вони викликають жовтуватий або іржаво-коричневий колір. У карбонатних породах також часто виникають жовті тони всіх відтінків.
При нагріванні лімоніт виділяє воду.
Найчастіше лімоніт представлений у вигляді порошкуватих, пухких землистих агрегатів, плівок, примазок, жеодів, оолітових виділеннь. Скупчення лімоніту біля поверхні землі внаслідок вивітрювання часто утворюють псевдоморфози по піриту, сидериту, рідше по гематиту, причому їх первинна форма нерідко зберігається.

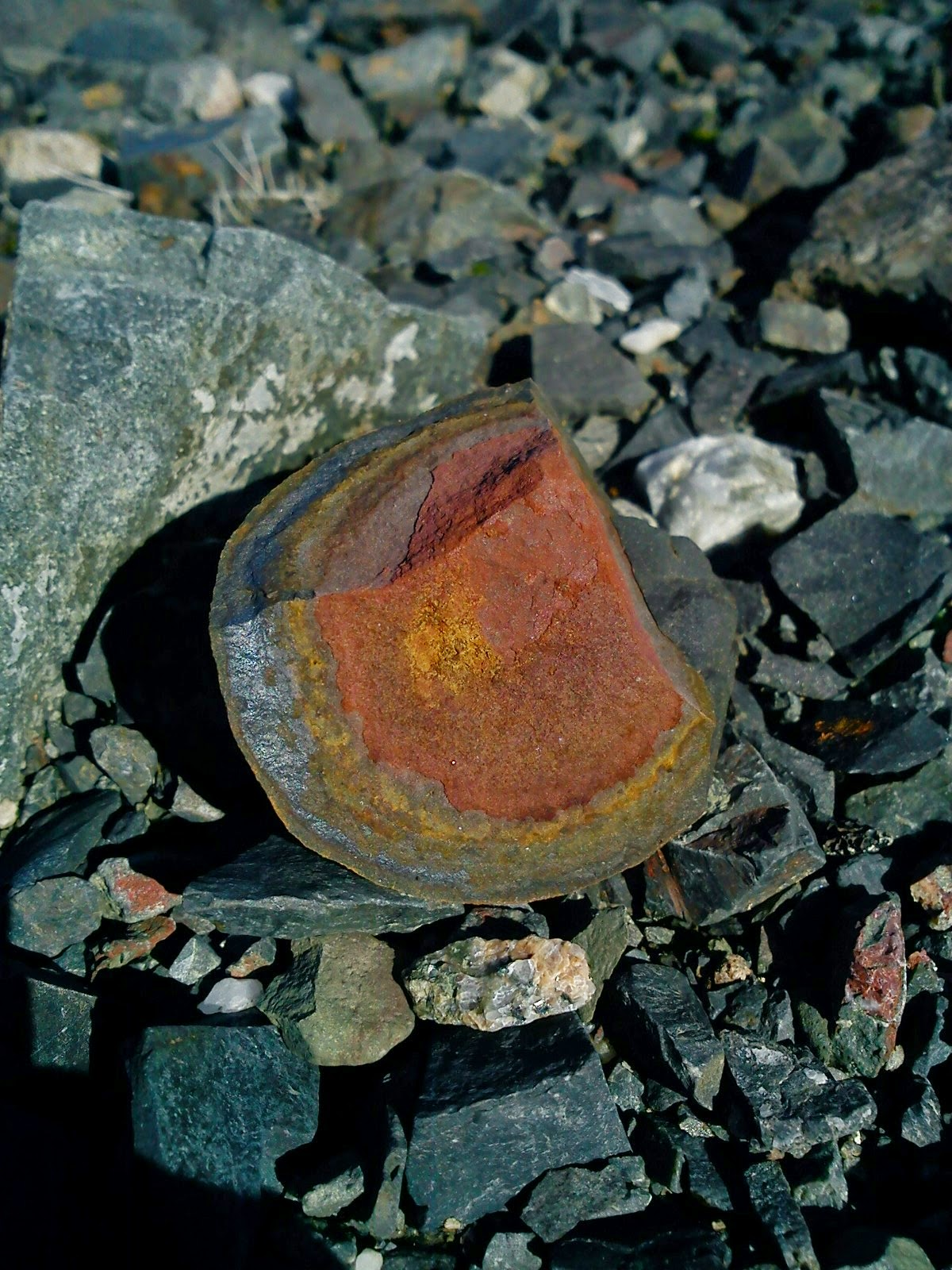
Конкремент лімоніту з уранової шахти.

Походження гіпергенне.

## Поширення
Лімоніт поширений у залізорудних копальнях по всьому світу, особливо красиві зразки мінералів знайдені: Ельзас, Франція; Ельба, Італія; Ріо Тінто, Іспанія; Конго, Венесуела, Ангола, Канада, Бразилія.
Родовища. Лімоніт є головною складовою частиною бурих залізняків і так званих «болотних руд». Також розвинений в зонах окиснення рудних родовищ, утвореннях типу залізних капелюхів на сидеритових родовищах (Байкал, Урал, РФ), в латеритних корах вивітрювання, осадових відкладах у Криворізькому басейні (Україна); за кордоном — у Франції та Люксембурзі (Лотаринзький басейн).
Найбільше з відомих родовищ цього мінералу знаходиться на Керченському півострові. В ньому лімоніти представлені первинними неокисненими («табачна руда») та вторинними («бобова» або оолітова руда) пластами. 
Лімоніт збагачують за комбінованими схемами з обов'язковим попереднім знешламленням сирої руди.

## Різновиди
Розрізняють:
- лімоніт вохристий — порошкуватий різновид;
- лімоніт лепідокрокітовий — синонімічна назва.